# Le Double (Buffy)
Pour les articles homonymes, voir Le Double (homonymie).
Le Double est le 3e épisode de la saison 5 de la série télévisée Buffy contre les vampires.

## Résumé
Alors qu'Alex cherche un appartement pour quitter la cave de ses parents, un démon appelé Toth rend visite à Giles en lui disant qu'il vient tuer Buffy. En faisant des recherches, Giles découvre qu'il ne peut vivre que dans certains endroits comme dans une décharge et le groupe part le débusquer. Le démon les attaque à l'aide d'une arme à rayons. Alex est touché, sans trop de dégâts apparents. Cependant, le lendemain matin, un autre Alex se réveille à la décharge. L'Alex de la décharge découvre son double et pense que c'est un démon qui a pris sa place : il fait tout mieux que lui, obtenant une promotion au travail et un appartement, et semble hypnotiser les gens. L'Alex de la décharge va trouver Willow et la convainc qu'il est le vrai Alex.
Giles découvre que l'arme de Toth a en fait séparé Alex en deux parties de sa personnalité bien distinctes, l'une avec les forces de sa personnalité et l'autre avec ses faiblesses. Pendant ce temps, le « faible Alex » pense que l'autre en veut à Anya et vient les trouver avec l'intention de tuer son double avec un revolver. Buffy, que Giles a prévenu, tente de les empêcher de se faire du mal l'un à l'autre quand Toth survient pour la tuer. Mais Buffy élimine le démon et le comportement des deux Alex finit de convaincre tout le monde qu'il s'agit de la même personne. Willow et Giles trouvent un rituel pour réunir à nouveau les deux personnalités et, plus tard, Riley confie à Alex que Buffy ne l'aime pas.

## Production
L'idée de faire un épisode mettant en scène un double d'Alex était déjà venue plusieurs fois aux scénaristes de la série car Nicholas Brendon, interprète d'Alex, a un frère jumeau, Kelly, qui avait déjà travaillé sur la série comme doublure pour les cascades. Nicholas Brendon joue les deux rôles mais son frère Kelly apparaît à l'écran pour les scènes où les deux Alex sont réunis.